# Stanislas de Guaita

Stanislas de Guaita

Marquis Stanislas de Guaita (oft auch: Guaïta) (* 6. April 1861 im Château d'Alteville bei Tarquimpol (Lothringen); † ebenda, 19. Dezember 1897) war ein französischer Dichter, Okkultist, Martinist, Kabbalist und Satanist.

## Leben
Stanislas de Guaita entstammte einem lombardischen Adelsgeschlecht, das sich um 1800 in Alleville in Lorraine angesiedelt hatte, wo er am 6. April 1861 zur Welt kam. Seine Eltern waren François Paul Guaita (1825–1880) und dessen Ehefrau Amelia Marie Grandjean d'Alteville (1832–1901), eine Enkelin des napoleonischen Generals Grandjean. Er wurde an den Jesuitenschulen in Dijon und Nancy ausgebildet. In Begleitung seines alten Schulfreundes, dem späteren Schriftsteller und Politiker der nationalen Rechten, Maurice Barrès, ging er nach Paris. Der mit ihm befreundete Schriftsteller Catulle Mendès führte ihn über die Beschäftigung mit den Werken Eliphas Lévis zum Okkultismus, dem er sich fortan widmete. Durch einen Leserbrief zu seinem ersten Band Le Vice Suprême (1884, deutsch: Das höchste Laster, 1923) kam es mit dessen Autor, Joséphin Péladan, zu einem Briefwechsel, aus dem sich eine Schülerschaft und später eine Freundschaft entwickelte. 1888 gründeten die beiden den Ordre Kabbalistique de la Rose-Croix (OKRK).

## Wirken

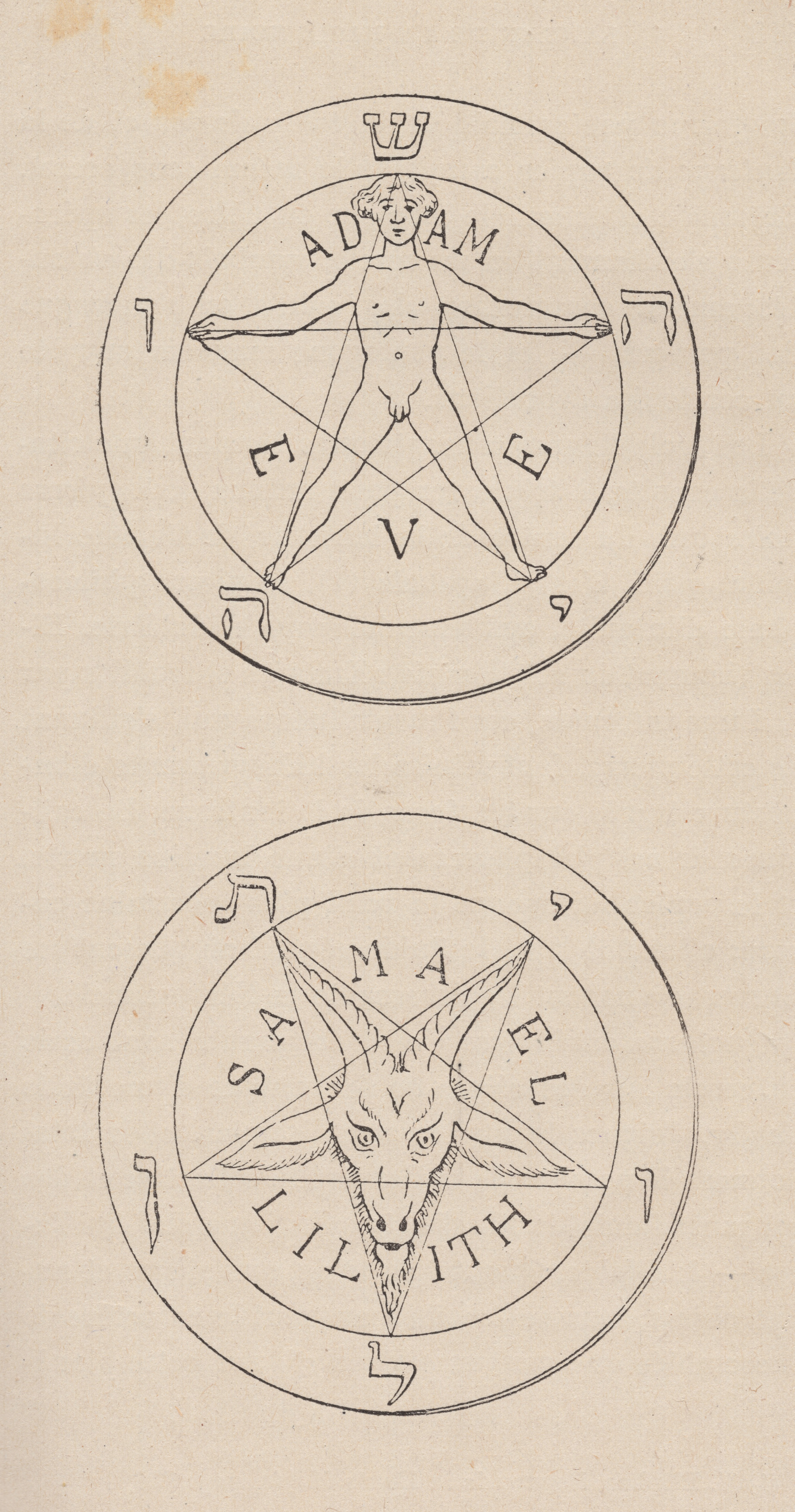
Pentagramme aus de Guaitas Der Schlüssel zur Schwarzen Magie.

De Guaita trat zunächst als Poète maudit („verfemter Dichter“) in Erscheinung, so mit seinem 1882 erschienenen Gedichtband La Muse noire (Die schwarze Muse). De Guaitas Interesse am Okkultismus wurzelte (wie auch bei Péladan) in einer entschiedenen Ablehnung des zeitgenössischen Rationalismus, und er neigte besonders dem Satanismus und der Schwarzen Magie zu. In La Clef de la Magie Noire (Der Schlüssel zur Schwarzen Magie) schrieb er: „man zieht sich vor der Menschheit nur zurück, um mit Gott zu leben – oder mit Satan…“. Einen Mittelweg gebe es nicht.
De Guaitas Appartement in der Rue Trudaine in Paris mit seiner umfangreichen Bibliothek entwickelte sich zu einem Treffpunkt der esoterischen Szene. 1887 gründete er mit Papus und Péladan die erste Loge des Ordre Martiniste. Er gehörte auch dem 1891 von Papus ins Leben gerufenen Hohen Rat des Martinistenordens an. De Guaita leitete den 1888 mit Péladan gegründeten Ordre Kabbalistique de la Rose-Croix (OKRK). Aufgrund der satanischen Ausrichtung de Guaitas, aber auch wegen der neu hinzugekommenen indischen Einflüsse im Orden, die durch die französische Theosophische Gesellschaft eingetragen wurden, kam es schon nach kurzer Zeit zu einer Trennung von Péladan: Im Juni 1890 kam es zu einer großen Abspaltung unter Péladan, der mit mehreren Anhängern den Ordre de la Rose Croix Catholique, du Temple et du Graal begründete.
Durch seine intensive Beschäftigung mit der okkulten Tradition und den Werken von Eliphas Lévi, dessen Schüler er wurde, kam de Guaita auch mit der schwarzen Magie in Berührung. In seinen zwischen 1890 und 1896 veröffentlichten Essais de sciences maudites befasste er sich mit Themen wie Der Tempel des Satan; Der Schlüssel zur schwarzen Magie und Das Problem des Bösen. In diesen Werken rechtfertigte er die schwarze Magie und erklärte den Zweck des Bösen, indem er auf das Gesetz der Gegensätze verwies. 1896 veröffentlichte er La clef de la magie noire. 1881 erschien sein erster Gedichtband, Oiseaux de Passage. 1883 veröffentlichte er seine Schrift La Muse Noire: heures de Soleil. 1885 folgte Rosa Mystica, das ihn in eingeweihten Kreisen bekannt machte. Sein Hauptwerk kündigte er 1886 mit seinem 32-seitigen Essay Essais de Sciences Maudites an. Der erste Teil seines Hauptwerks erschien 1890 unter dem Titel Essais de Sciences Maudites. Au seuil du Mystère. Der zweite erschien 1891 unter dem Titel Essais de Sciences Maudites II. Le Serpent de la Genèse. 1891 machte er die okkulten Aktivitäten von Joseph-Antoine Boullan bekannt, der daraufhin wegen unerlaubter medizinischer Tätigkeit verurteilt wurde.
Zusammen mit seinem Sekretär Oswald Wirth schuf de Guaita den später als Oswald-Wirth-Tarot bekannten Tarot. De Guaita behauptete, durch Musik und Ekstase mit Toten kommunizieren zu können. Wirth trat das geistige Erbe de Guaitas an.
De Guaita konsumierte Morphium und Kokain und experimentierte auch mit Haschisch. Sein Tod im Alter von nur 36 Jahren wird einer Drogenvergiftung zugeschrieben.

## Werke
- Oiseaux de passage: rimes fantastiques, rimes d’ébène, 1881
- La Muse noire, 1882
- Rosa Mystica, 1885
- Au seuil du Mystère, 1886
- Essais de Sciences Maudites, 1886
- Essais de Sciences Maudites. Au seuil du Mystère. 1890
- Essais de Sciences Maudites II. Le Serpent de la Genèse. 1891
- Le Temple de Satan, 1891
- La Clef de la Magie Noire, 1897